# Мештеру (Тулћа)
Мештеру (рум. Meșteru) насеље је у Румунији у округу Тулћа у општини Доробанцу. Oпштина се налази на надморској висини од 157 m.

## Становништво
Према подацима из 2002. године у насељу је живело 203 становника, од којих су сви румунске националности.